# Dan Goanță
Dan Goanță (n. 1955, Turnu Severin – d. 28 septembrie 2006, București), a fost un jurnalist, scriitor și om de radio și televiziune român.
Dan Goanță s-a născut la Drobeta - Turnu Severin, județul Mehedinți, în 1955.
A făcut studii tehnice și de construcții în București. După 1989, a absolvit Facultatea de Jurnalism.
A început cariera de presă la Televiziunea Română, ca prezentator și producător de știri. În anul 1990, a redactat împreună cu Traian T. Coșovei revista Vești proaste, din care au apărut 6 numere.
În 1992 a plecat la Londra unde, timp de 7 ani, a lucrat ca producător, editor și prezentator pentru redacția în limba română a BBC World Service.
După ce a revenit în România, a colaborat cu trustul de presă Media On, unde a fost editor general al publicațiilor de aici (Banii Noștri, Invest România și Insight Tarom). Pentru o vreme a fost redactor șef al secției de știri a postului de radio Europa FM, trecând apoi prin poziții similare la Tele 7 abc și Radio Activ FM.
În 2005, pentru o scurtă vreme, a realizat împreună cu Dana Deac emisiunea „Cafea cu Sare”, de pe postul de televiziune Antena 3.
Din decembrie 2005 s-a reîntors la trustul Media On unde a lansat proiectul de editare a publicației EuroLider.
În tot acest timp a susținut o rubrică saptămânală în Dilema Veche unde a publicat comentarii politice și sociale. A publicat în Revista 22.
A murit în noaptea de joi, 28 septembrie 2006 la Spitalul de Urgență Floreasca din București, în urma unui accident cerebral.